# Alofiana Khan-Pereira
Pas d'image ? Cliquez ici

a Compétitions nationales et continentales officielles uniquement.

b Matchs officiels uniquement.
Alofiana Khan-Pereira, né le 1er novembre 2001 à Lismore (Australie), est un joueur de rugby à XIII australien évoluant au poste d'ailier dans les années 2020.
Natif de Lismore en Nouvelle-Galles du Sud, il grandit à partir de neuf ans à Gold Coast et joue au rugby à XIII à Burleigh Bears. Il s'entraîne avec le club des Gold Coast Titans à partir de 2018 en intégrant les équipes jeunes. En 2023, l'entraîneur Justin Holbrook l'intègre dans l'équipe première disputant le National Rugby League et y devient aussitôt titulaire en se montrant efficace. Auteur de vingt essais en 2023, vingt-quatre essais en 2024 et récipiendaire de la médaille Ken Irvine,, il est l'un des plus prolifiques marqueurs d'essais de NRL.

## Biographie

### Enfance, jeunesse et débuts en rugby à XIII avec succès dans le Queensland aux Burleigh Bears
Alofiana Khan-Pereira naît le 1er novembre 2001 à Lismore en Nouvelle-Galles du Sud où il y vit jusqu'à ses neuf ans avant de déménager avec sa famille dans la ville de Gold Coast dans l'État du Queensland. Fruit d'une famille aux multiples origines dont le Pakistan, le Sri Lanka et les Aborigènes par sa mère, et les Samoa et les Maoris par son père, il s'essaie au rugby à XIII dès ses plus jeunes années. Il intègre durant son adolescence le club des Burleigh Bears avant d'être recruté par les Gold Coast Titans en 2018.
En 2022, il évolue avec les Burleigh Bears en Queensland Cup (antichambre de la NRL et équipe réserve des Gold Coast Titans) et réussit une saison de qualité en inscrivant 25 essais en 19 rencontres, prenant part à la demi-finale perdue 28-16 face aux Redcliffe Dolphins.

### 2023-2025: des débuts exceptionnels en National Rugby League avec les Gold Coast Titans
Ses performances aux Burleigh Bears ne passent pas inaperçu par les Gold Coast Titans. Son entraîneur, Justin Holbrook, décide de l'incorporer dans son équipe et Alofiana Khan-Pereira prend part à la pré-saison. Titularisé sur l'aile dès la première rencontre de la saison, A. Khan-Pereira performe et ne sort plus de l'équipe de toute la saison. Il enchaîne les bonnes performances et inscrit vingt essais en vingt-trois rencontres, n'empêchant pas toutefois le club de se classer seulement à la 14e place. Il devient alors le premier joueur de l'histoire du club à inscrire 20 essais en une saison.
La saison 2024 suit le même rythme de la saison précédente. Avant le début de la NRL, il est pris dans la sélection des Indigènes qui affrontent les Maoris en pré-saison. Il y brille avec un essai inscrit, aidant sa sélection à remporter ce match 22-14 aux côtés de Josh Addo-Carr et Latrell Mitchell. En NRL, titulaire sur son aile, A. Khan-Pereira poursuit sa moisson d'essais dont un quadruplé contre les New Zealand Warriors pour finir la saison avec 24 essais marqués en 21 rencontres. Il remporte alors la médaille Ken Irvine désignant le meilleur marqueur d'essais de la NRL.
En 2025, il est de nouveau sélectionné avec les Indigènes en rencontre de pré-saison contre les Maoris, mais ce sont ces derniers qui remportent la rencontre 10-6.

## Palmarès
- Individuel :
  - Meilleur marqueur d'essais de la NRL : 2024 (Gold Coast).

### Statistiques
| Saison | Saison            | Championnat           | Championnat | Championnat | Championnat | Championnat | Championnat | Championnat |
| Saison | Saison            | Comp.                 | Class.      | M           | Pts         | Ess.        | Buts        | Dp.         |
| ------ | ----------------- | --------------------- | ----------- | ----------- | ----------- | ----------- | ----------- | ----------- |
| 2023   | Gold Coast Titans | National Rugby League | 14e         | 23          | 80          | 20          | -           | -           |
| 2024   | Gold Coast Titans | National Rugby League | 14e         | 21          | 96          | 24          | -           | -           |
| 2025   | Gold Coast Titans | National Rugby League | -           | 1           | 8           | 2           | -           | -           |